# Giulio Platoni
Giulio Platoni (1664-1679) Noble (Título de Nobile), Doctor en Derecho, adscrito al Collegio dei Dottori e Giudici, Pro Gobernador de Parma en el año 1671, Gobernador de Plasencia (Italia) entre 1674 a junio de 1679, Auditor de la Causas Civiles en Plasencia (Italia).

## Biografía

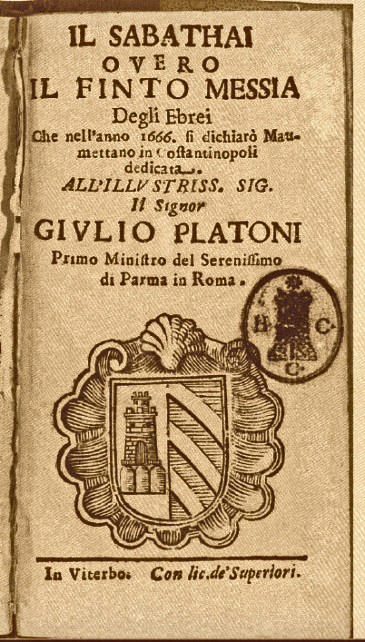
Libro obsequiado y dedicado al Ilustrísimo Señor Giulio Platoni, primer ministro del Serenísimo de Parma datado en el año 1666

Fue escogido por Ranuccio II Farnesio como su agente representante y enviado a Roma a intentar recuperar el Ducado de Castro. Para cumplir tal objetivo le fue confiada la suma de 814.875 liras, bajo la forma de numerosos escudos de oro y plata. Después de bastante tiempo de permanencia en Roma, el Papa Clemente IX le aconsejó a Platoni volver con el dinero a casa y persuadir al Duque Ranuccio II Farnesio de abandonar la pretensión sobre el Ducado de Castro.
De su amistad con Su Santidad Giulio Platoni  recibió la donación del cuerpo de un mártir, un Santo de la Iglesia llamado San Antonio, que no corresponde al conocido Santo Antonio de Padua, sino de otro Santo también llamado Antonio, que fue sacrificado y decapitado por defender la Iglesia. 
El cuerpo se encuentra actualmente en el altar del Sagrado Corazón de la Iglesia de San Antonio (Borgo Val di Taro) en donde existe una inscripción en latín: "Corpus S. Antonini Martyris quiescit hic" : El cuerpo de San Antonio Mártir descansa aquí.
El arcipreste de Borgotaro,  Luigi Bardini y el gobernador de Borgotaro, Conte Gerolamo  Anguissola informaron que el primer ministro y auditor del  Serenissimo de Parma aceptó el cuerpo  otorgado por el Papa, siendo acogidos sus restos el 25 de septiembre de 1667 en la Iglesia principal que lleva el mismo nombre del Santo. Hasta el día de hoy San Antonio es considerado el protector y guardián de sus  ciudadanos.

## Familia
Giulio provenía de una familia aristocrática cuyos miembros en su mayoría ocuparon cargos públicos. Su padre fue el  letrado  y  noble   Anchise Platoni y su abuelo  Ascanio Platoni  quien en el año 1594 fue  un destacado consejero  de Borgo Val di Taro  en Parma
Giulio Platoni contrajo matrimonio con Paola Misuracchi, ella  descendía de una  familia  ilustre de Borgo Val di Taro que tenía  propiedades en una antigua avenida que en ese entonces se llamaba  calle principal, llamada así  porque era el camino obligado de los Príncipes hacia el  Castillo de Borgo Val di Taro,  hoy  se llama Via Nazionale en donde  están ubicadas  las principales edificaciones como el Palazzo Boveri que perteneció a la familia de Paola. Ella  fallece en el año 1696.
Los hijos y descendientes  de Giulio Platoni con Paola Misuracchi  recibieron  el título de  Condes de Gravago, conferidos por el Ducado de la  Casa de Farnesio
Gravago  es una fracción de  la comuna de Bardi, Parma Italia en donde aún se encuentran los restos del Castillo de Gravago. Es nombrado en documentos de Ildebrando del Reino lombardo en el año  744 y  posteriormente por el Conde lombardo Plato Platoni en el año 1022.  El castillo de Gravago perteneció a la Familia Platoni  hasta el año  1234, luego  pasó a ser parte del municipio y posteriormente cedido a  Ubertino Landi. Sin embargo cientos de años después los derechos feudales retornan a la dinastía Platoni  a través del Gobernador  Giulio Platoni y sus hijos,  por lo que  su  familia  recibió nuevamente   este  patrimonio convirtiéndose en los dueños de la localidad de Gravago hasta el año 1772.
Giulio y luego sus hijos residieron en Placencia en la Av. San Simone, después nombrada Avenida Eufemia 13, propiedad que mantuvieron hasta 1748 cuando fue comprada por Gerolamo Rota y fue restaurada, hoy es llamada Palacio Rota Pisaroni.  En el año 2006 fue adquirida por la Fondazione di Piacenza e Vigevano manteniendo su máximo esplendor convirtiéndose en uno atractivo centro cultural y eventos de alto nivel.
Los hijos del gobernador: Anchise Platoni  (abad) y el canónico Giuseppe Platoni reciben el feudo  de Gravago a partir del 12 de julio de 1687 manteniendo la administración de la iglesia,  el monasterio y las propiedades.
Su hija fue  la condesa Lucia Platoni, quien contrae matrimonio con  el noble Giulio Cesare II Paveri Fontana. La boda se celebra el 13 de febrero de 1675 en la iglesia de S. Simone e Giuda.
Otro de sus hijos fue el Dr. Troilo Platoni, Conde de Gravago. Inscrito al Colegio de Doctores y Jueces de Plasencia (Italia) en 1681. Este mismo año integra el Consejo General de Plasencia, llamados (Los magníficos de la clase Fontana) El Conde Trolio se casó con Caterina Zucchi de Reggio Emilia  y tuvo varias hijas mujeres y un único hijo varón llamado Ranuzio.